# 王朝 (韓國電視劇)
《王朝》（韓語：왕초）是韓國MBC自1999年4月5日起播出的月火連續劇。由车仁表等主演。

## 劇情大綱
「王朝」以一九五○年代風靡一時的俠義人物，真正為民著想的乞丐王波瀾壯闊的一生為背景，描寫在最艱難、最飢餓的歲月，自我犧牲的精神和年輕人的友情、義氣與愛情的可貴。
金春三（車仁表飾）很小的時候和他姊姊一起去大邱想找媽媽，但是他們兩個在路途中被獵人綁架到森林做為他抓動物的魚食。春三在這樣野生的生活裡學到生存的原理，後來春三的姊姊不幸的死掉以後，春三在獵人的手中逃出了。 　
春三到了大邱的時候，還沒找到媽媽之前，又被乞丐綁架到乞丐的巢穴去，春三在那邊當成乞丐的手下，過不久春三覺得乞丐王腳趾做的方法非常惡劣，所以春三跟腳趾算帳。雖然春三年紀還很小，但是他是個膽子很大的人，他贏了腳趾後，成了乞丐王。 　
這時候也認識了韓胭脂（宋允兒飾），春三一眼就喜歡上了她。後來他終於找到了媽媽。因為春三想跟媽媽一起生活，所以他離開乞丐的世界，但是春三已經習慣乞丐自由自在的生活，卻沒辦法適應一般家庭的生活，於是他離開媽媽到京城去。 
春三在京城認識了金斗漢（李勳飾）和林亨道임형도，也再做乞丐王。後來他在京城又和胭脂相遇，但是胭脂的態度跟之前不一樣，她對春三很冷漠。不過後來胭脂被流浪漢綁架的時候，春三救了胭脂，之後他們兩個的關係才變好......

## 演員陣容
- 車仁表 飾演 金春三（乞丐王）
- 宋允兒 飾演 韓胭脂
- 金南珠 飾演 敏潔
- 金相慶 飾演 李韓永
- 李勳 飾演 金斗漢
- 朴哲 飾演 林亨道
- 李瑞鎮
- 宋一國
- 許峻豪 飾演 沈順東（腳趾）
- 尹泰榮 飾演 李滿百（赤腳）
- 金世俊
- 朴相勉
- 李惠英
- 洪景仁
- 孫健宇

## 記事
- 本劇原計劃在1999年5月初上檔，但由於上一檔節目《青春》涉嫌抄襲日本連續劇而提早下檔，本劇也就被迫提前在4月5日開播了。

- 本劇主人翁金春三為真實人物，因此觀眾譴責故事情節過份誇大或美化，與真實故事相差甚遠。

- 本劇原本設定為24集，為了展現更完整的故事情節給觀眾，同時接檔的《最後的戰爭》的選角方面也有些小狀況，另一方面為了配合同時段的SBS月火連續劇《恩實啊》的終映日期，MBC方面宣佈延長4集。

## 獲獎列表
| 年度   | 頒獎典禮           | 獎項                      | 獲獎者 |
| 1999年 | MBC演技大獎        | 男子優秀演技獎            | 車仁表 |
| 1999年 | MBC演技大獎        | 女子優秀演技獎            | 宋允兒 |
| 2000年 | 第36屆百想藝術大獎 | 電視部門 男子最優秀演技獎 | 車仁表 |
| 2000年 | 第36屆百想藝術大獎 | 電視部門 男子新人演技獎   | 尹泰榮 |

## 外部連結
- 韓國MBC官方網站 （页面存档备份，存于）
- 王朝NAVER
- 豆瓣电影上《王朝》的資料 （简体中文）

## 節目變遷
| MBC 月火連續劇                       | MBC 月火連續劇                             | MBC 月火連續劇 |
| ------------------------------------ | ------------------------------------------ | -------------- |
|                                      | 王朝 （1999年4月5日－1999年7月6日）        |                |
| 青春 （1999年3月1日－1999年3月30日） | 最後的戰爭 （1999年7月12日－1999年9月7日） |                |